# Astetholea opacicollis
Astetholea opacicollis là một loài bọ cánh cứng trong họ Cerambycidae.